# 毕洪波
毕洪波，原东莞市副市长、公安局局长，因应对疫情不力被免职。

## 生平
1993年至1997年就读于中国人民警官大学汉语言文学专业，曾在广东省公安厅政治部教育培训处工作、曾任清远市副市长，2021年至2022年，担任东莞市副市长、东莞市公安局局长。